# Akhmednabi Akhmednabiev
Akhmednabi Omardibirovitch Akhmednabiev (en russe : Ахмеднаби Омардибирович Ахмеднабиев), né le 29 décembre 1958 et décédé le 9 juillet 2013, est un journaliste russe. Au moment de sa mort, il travaillait comme rédacteur en chef adjoint de l'hebdomadaire indépendant Novoïe Delo et comme correspondant de Kavkazki Ouzel,.
Le 9 juillet 2013, Akhmednabiev a été abattu près de son domicile dans le village de Semender, dans la banlieue de Makhatchkala, au Daghestan, en Russie, après que des tracts avec une « liste d'exécution » soient apparus à Makhatchkala en 2009, où son nom a été mentionné pour avoir critiqué les forces de sécurité locales, pour avoir mis en lumière des sujets aussi aigus que les abus de pouvoir, les violations des droits de l'homme et la persécution des musulmans,,,. 